# Shinahota
Shinahota é uma cidade da Bolívia, no departamento de Cochabamba. Está situada a 267 metros de altitude. No censo realizado em 2012, a cidade possuía 5.669 habitantes, sua população estimada para 2024 é de 12.255 habitantes. Está localizada a 180 km de Cochabamba.
- latitude: 16° 59' 0 Sul
- longitude: 65° 14' 60 Oeste

## Demografía
| Ano  | População | Fonte      |
| ---- | --------- | ---------- |
| 1992 | 3.250     | Censo 1992 |
| 2001 | 4.366     | Censo 2001 |
| 2012 | 5.669     | Censo 2012 |